# Lollipop F
Lollipop F (Mandarin: 棒棒堂) är ett taiwanesiskt pojkband som skapades genom Channel V:s taiwanesiska show  模范棒棒堂 (Bang Bang Tang eller BBT). Tv-showen hade som syfte att skapa nya manliga artister som skulle klara konkurrensen i Taiwans underhållningsbransch. Den 2 december skrev gruppen på för EMI Music Taiwan och i januari 2007 släppte de sin första EP. Den 13 oktober 2010 ändrades gruppens namn från "Lollipop" till "Lollipop F" på hemsidan, där F:et representerar "four" (4), antalet medlemmar i gruppen, liksom även att Lollipop-andan skall vara "forever" (evigt).

## Medlemmar[1]
- Owodog
- Fabien
- William
- A-Wei/Wayne

## Karriär

### 2007–2008
Lollipops debut-EP Colorful Lollipop släpptes den 27 januari 2007.

## Bilder

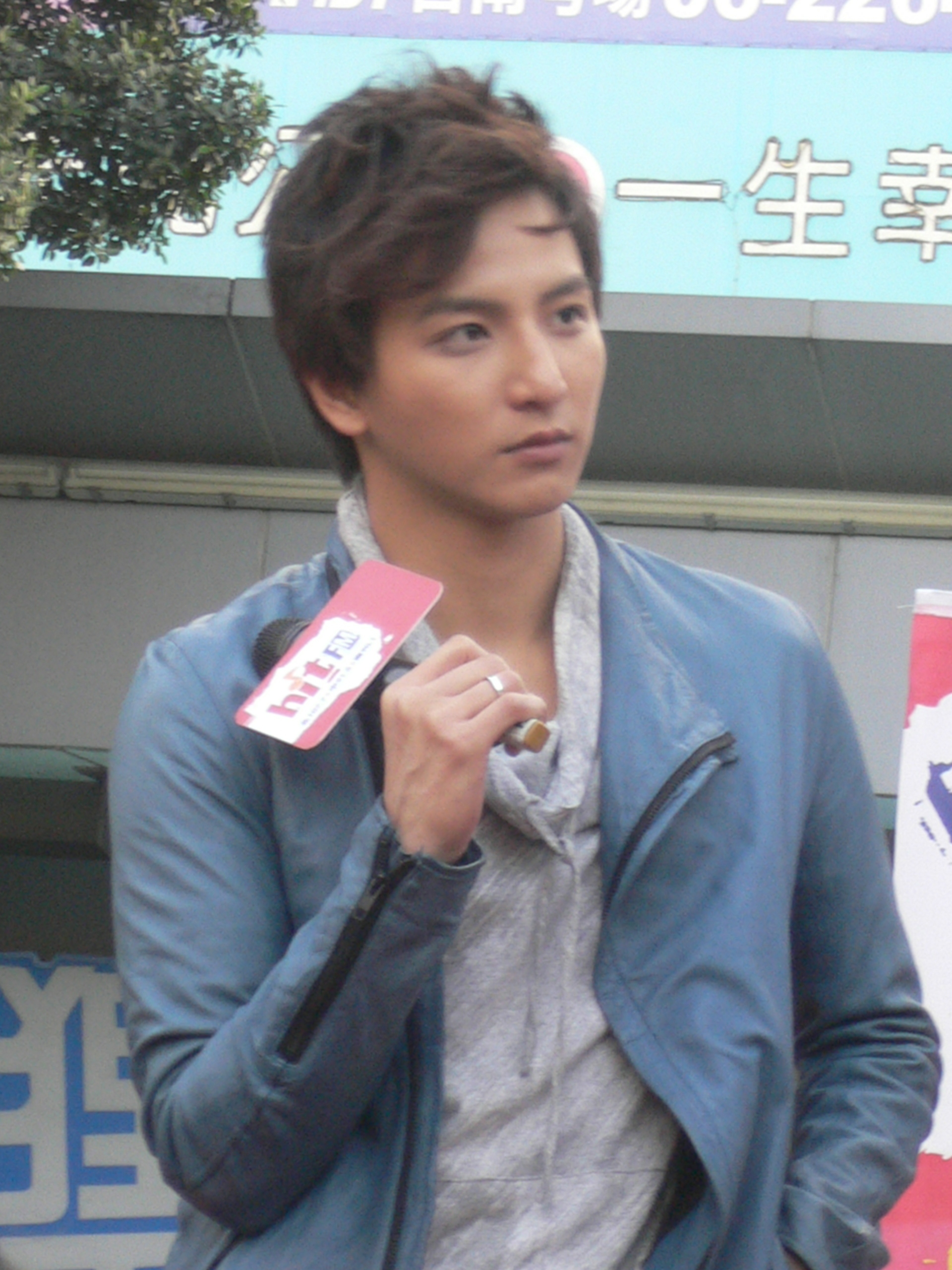
Fabien, fotograferad 2010
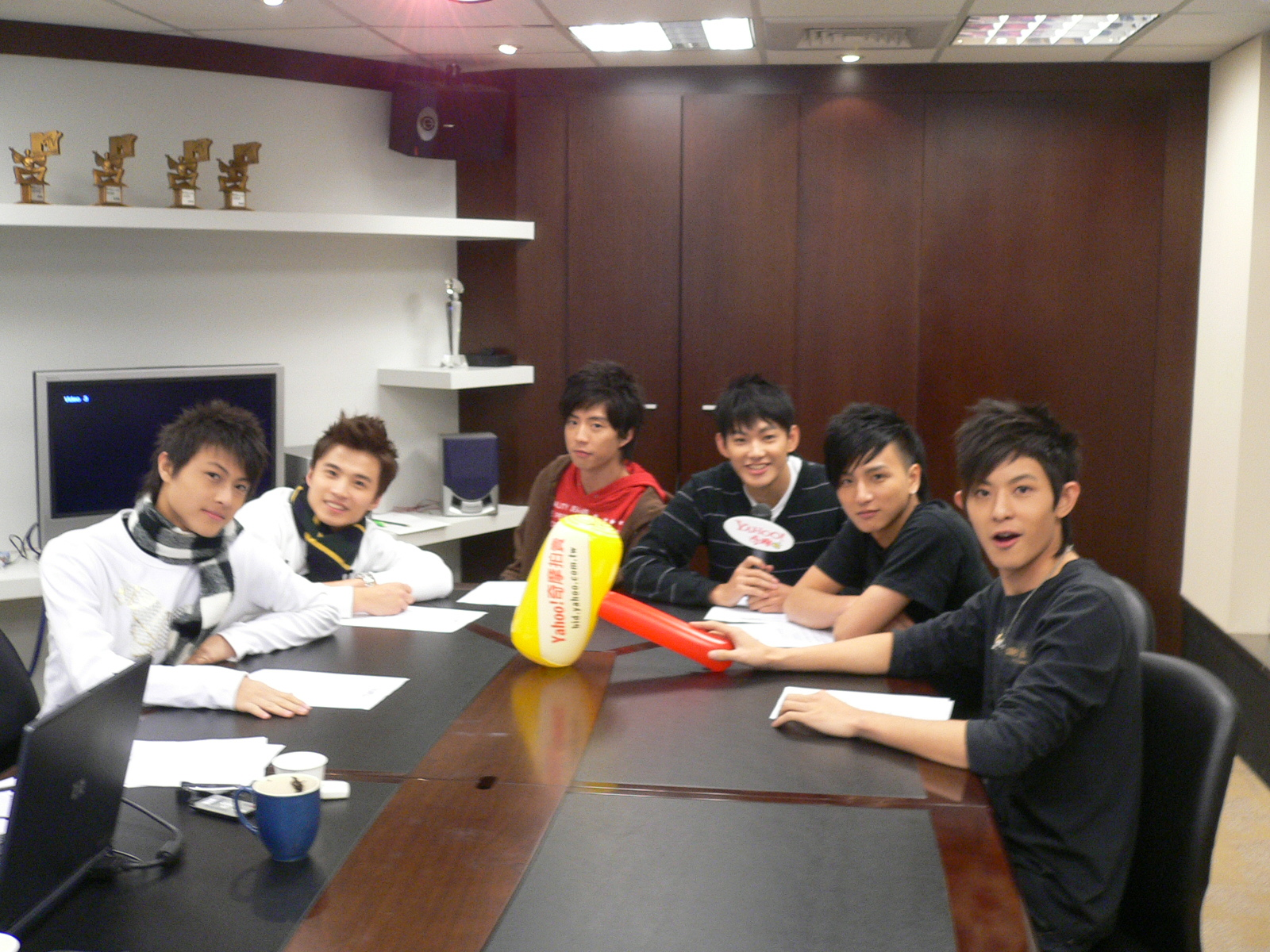
Lollipop med sex medlemmar 2007